# Mario Rigutti
Mario Rigutti (Trieste, 19 agosto 1926) è un astronomo e divulgatore scientifico italiano.

## Biografia

### Giovinezza
Nato nel quartiere popolare di San Giacomo a Trieste da Giorgio Rigutti e Rosalia Coceani, Mario Rigutti ha vissuto qui parte della sua infanzia insieme alle sorelle Vittoria e Bruna. Dal padre, grande lettore e libero pensatore, fu incoraggiato allo studio della natura e soprattutto dell'astronomia. La sua, però, non fu un'adolescenza facile: la Seconda guerra mondiale travolse anche l'Italia quando era quattordicenne. Diplomatosi costruttore navale all'Istituto Nautico, fu imprigionato due volte: dalla polizia fascista nel 1944 e, a guerra finita, dalle truppe d'occupazione jugoslave nel 1945. In questa occasione perse alcuni cari amici, finiti in una foiba carsica, ma lui ne uscì indenne, tornando a vivere con i suoi genitori in una delle stanze di abitazioni che il Comune requisiva per dare alloggio a chi era rimasto senza tetto a causa dei bombardamenti alleati.
Dopo aver frequentato un corso di marconista navale, nel 1946 sostenne l'esame di maturità del liceo scientifico per poter accedere agli studi universitari. Volendo diventare astronomo, seguì il consiglio di Giovanni Battista Lacchini, conosciuto all'Osservatorio astronomico di Trieste allora diretto da Ettore Leonida Martin, e si iscrisse al corso di laurea in matematica e fisica. L'ultimo anno di studi, lo fece a Firenze dove frequentò l'Osservatorio astrofisico di Arcetri e si laureò con Giorgio Abetti relatore e Guglielmo Righini correlatore. La sua tesi di laurea, nella quale teneva conto dei risultati sperimentali sullo spettro solare più avanzati ottenuti dalle prime osservazioni eseguite con razzi V-2 fuori dall'atmosfera terrestre, fu poi pubblicata con il titolo Profondità ottica media e temperatura della fotosfera solare. 
Una volta laureato, non essendoci alcuna disponibilità di impiego o di borse di studio, dovette rientrare a Trieste dove ebbe un incarico per l'insegnamento della Matematica in una scuola media. Dopo pochi mesi, Giorgio Abetti gli offrì la possibilità di tornare a Firenze come assistente incaricato alla cattedra di Astronomia, al posto di Margherita Hack, trasferitasi a Milano.

### Maturità
Nel 1954, vinto il relativo concorso, entrò a pieno titolo nel gruppo degli astronomi che operavano ad Arcetri. L'anno seguente sposò Carla Rossi, studentessa di lettere, compagna della sua vita, e nel giro di un paio d'anni nacquero Adriana, futura biologa e divulgatrice scientifica di successo internazionale, ed Enrico, futuro medico chirurgo.
Nel 1960 vinse un fellowship del CNR canadese che lo portò in Canada con la famiglia, ospite del Dominion Observatory di Ottawa.  Qui si occupò della molecola del cianogeno, una ricerca che lo portò ad avvicinare il futuro premio Nobel Gerhard Herzberg, e sua moglie Luise oltre che, tra gli altri, Jack Locke, capo della divisione stellare e Vic Gaizauskas astronomo dell’Osservatorio.
Nel 1961 Mario Rigutti ottenne la libera docenza in astrofisica e, grazie a una borsa di viaggio dell'Organizzazione per la Cooperazione Economica Europea (OECE), trascorse un periodo in California, presso l'Astronomical Department dell'Università di Berkeley diretto da John G. Phillips. A Berkeley, tra l'altro, ebbe modo di lavorare con apparecchiature tecnologicamente avanzate per l'analisi fotometrica di spettri e altri dati su lastra fotografica. Tornato a Firenze, insegnò, per incarico, astrofisica per la Facoltà di scienze (1961-1969) e fisica per la Facoltà di architettura (1962-1964). In quest'arco di tempo osservò quattro eclissi solari totali: la prima ad Arcetri (1961), le altre tre alla guida di spedizioni in Canada (1963), in Grecia (1966) e in Brasile (1966).
Nel 1969, fu chiamato a ricoprire la cattedra di astronomia della Facoltà di scienze dell'Università Federico II di Napoli e ad assumere la direzione dell'Osservatorio astronomico di Capodimonte (Napoli), da decenni al limite della sopravvivenza, e quello di Collurania a Teramo, anch'esso piuttosto arretrato e oggi divenuto Osservatorio astronomico d'Abruzzo. A Napoli, oltre a far introdurre l'Indirizzo astrofisico nel corso di laurea in fisica dell'Università, profuse tutte le sue energie nella ricostruzione vera e propria e nel profondo ammodernamento scientifico dell'Osservatorio Astronomico di Capodimonte, dove, in collaborazione con l'Osservatorio Astronomico di Trieste, importò anche gli strumenti all'avanguardia usati a Berkeley. Nel 1973 organizzò una spedizione in Mauritania per l'osservazione di un'eclisse solare totale.
Negli anni successivi, a Napoli realizzò, fra l'altro, un planetario didattico, la grande sala sotterranea destinata a convegni e manifestazioni e, nel 1991, il Museo Astronomico dell'Osservatorio Astronomico di Capodimonte. Nello stesso anno, collaborando con Angelo Racaniello e Francesco Cianci, sindaci di Castelgrande (Potenza), fondò la Stazione Astronomica del Toppo di Castelgrande.
Il forte impulso che, con la sua attività, dette all'Osservatorio di Napoli e a quello di Teramo, anch'esso profondamente rinnovato, è ampiamente documentato. In particolare, all'Osservatorio di Napoli sono dedicati i volumi (1992) L'Osservatorio Astronomico di Capodimonte e La collina di Urania; il museo storico dell'Osservatorio Astronomico di Capodimonte.
Dal 1997 è professore in pensione e vive a Firenze con la famiglia. Qui, oltre a scrivere alcuni libri di divulgazione scientifica, si è dedicato alla narrativa e alla poesia: alcune delle sue recenti pubblicazioni hanno avuto vari riconoscimenti e altre sono in via di pubblicazione.

## Attività scientifica e divulgativa

### Attività di ricerca
Autore di oltre 150 pubblicazioni scientifiche e dispense universitarie, durante la sua attività di ricerca Mario Rigutti si è occupato degli strati esterni del Sole (fotosfera, cromosfera, corona), dei fenomeni dell'attività solare (brillamenti, protuberanze), dell'analisi spettroscopica di bande molecolari con successiva identificazione di righe nello spettro del Sole, di abbondanze di elementi nella fotosfera, di progettazione di strumenti sia per l'osservazione di fenomeni solari sia per il laboratorio per l'analisi dei dati sperimentali.

### Attività didattica e divulgativa
Parallelamente, si è interessato dei problemi legati alla didattica delle scienze e della divulgazione scientifica, che ha sempre considerato un'attività essenziale per lo sviluppo di un Paese avanzato. Per questa particolare attività, oltre ai corsi di Fisica, di Astrofisica e di Storia dell'Astronomia all'Università di Firenze, di Astronomia e di Astrofisica all'Università di Napoli, ha organizzato e diretto numerosi convegni, simposi, workshop e scuole nazionali e internazionali, anche per incarico dell'Unione Astronomica Internazionale; ha tenuto numerose conferenze in circoli culturali e scuole, pubblicato e curato testi scolastici, scritto una decina di libri di divulgazione scientifica e più di 300 articoli e recensioni su giornali e riviste.

## Cariche rilevanti
Durante la sua carriera, Mario Rigutti è stato: 
- membro della Società Astronomica Italiana (1950-1982)
- membro dell'Unione Astronomica Internazionale (1954-1974)
- socio corrispondente dell'Accademia dei sepolti di Volterra (1957)
- membro dell'European Solar Research Organization, gruppo Sun (1968-1972)[3]
- chairman del Gruppo di Lavoro per le eclissi totali di Sole dell'Unione Astronomica Internazionale (1968-1973)[3]
- direttore dell'Osservatorio Astronomico di Capodimonte, Napoli (1969-1993)[1]
- direttore dell'Osservatorio Astronomico di Collurania, Teramo (1969-1987) oggi divenuto Osservatorio Astronomico d'Abruzzo
- membro del Consiglio Direttivo della Società Astronomica Italiana (1969-1971)
- vicepresidente della Commissione 46 Teaching of astronomy dell'Unione Astronomica Internazionale (1970-1973)
- vicepresidente della Società Astronomica Italiana (1973-1977)[1]
- presidente del Gruppo Nazionale di Astronomia del CNR (1974-1976)[1]
- co-fondatore e direttore del “Giornale di Astronomia” della Società Astronomica Italiana (1975-1981)[1]
- socio onorario dell'Unione Astrofili Napoletani (1976)
- presidente della Commissione per la didattica del Comitato di Coordinamento delle Società Scientifiche Italiane (1976 -1987)
- presidente della Società Astronomica Italiana (1977-1981)
- membro del Consiglio per le Ricerche Astronomiche del Ministero della Pubblica Istruzione (1983-1987)
- socio nazionale dell'Accademia Pontaniana in Napoli (1981)
- socio nazionale della Società Nazionale di Scienze, Lettere e Arti di Napoli (1982)
- giornalista pubblicista (1985-1987)
- membro del Consiglio Direttivo dell'Osservatorio astrofisico di Catania (1985-1986)
- membro del Consiglio scientifico della rivista “Albero a elica” (1986-1988)
- fondatore con Gerardo Marotta del Seminario Internazionale di Cosmologia presso l'Istituto degli Studi Filosofici di Napoli (1990)
- presidente dell'Accademia di Scienze Fisiche e Matematiche della Società di Scienze e Lettere e Arti in Napoli per l'anno 1991
- membro del Consiglio scientifico della rivista “Le scienze e il loro insegnamento” (Le Monnier, 1991-2000)
- membro del Consiglio scientifico della rivista Sapere (Dedalo, 1972-2014)

## Opere

### Alcuni contributi scientifici
- L’oscuramento al bordo nel caso di un’atmosfera grigia, in collaborazione con Guglielmo Righini, “Memorie della SAIt”, 24, n.3, 1953
- La banda infrarossa (2,0) del CN nello spettro solare, in collaborazione con Guglielmo Righini “Memorie della SAIt”, 25, n.4, 1954
- Sulla determinazione della funzione di oscuramento al bordo del Sole, in collaborazione con Michele Liguori, “Memorie della SAIt”, 26, n.1, 1955
- Sulla funzione di ripartizione, in collaborazione con Giancarlo Noci, “Memorie della SAIt”, 28, n.4, 1957
- Variazioni di due doppietti del sodio lungo un raggio del disco solare, “Memorie della SAIt”, 30, n.1-2, 1959
- Analisi rotazionale delle bande (O,O) e (1,0) del sistema rosso del CN, “Memorie della SAIt”, 30, 3-4, 1959
- Alcune note su un nuovo metodo per la rettifica di telescopi a montatura equatoriale, in collaborazione con Franca Drago e Giancarlo Noci, “Atti della Fondazione Giorgio Ronchi”, 16, N.4, 292, 1961
- Rotational and vibrational analysis of the A²P and X²S states of the CN molecule, “Il Nuovo Cimento”, Serie X, 26, 597, 1962
- The identification of the (0,0) and (1,0) bands of the CN red system in the solar spectrum, “Publications of the Dominion Observatory Ottawa”, 25, N.2, 1962
- The spectrum of the inner corona observed at the total solar eclipse of 1961, February 15, in collaborazione con Dora Russo, “Zeitschrift für Astrophysik”, 57, 197, 1963
- The (2,0) and (3,1) bands of the CN red system: rotational analysis and comparison with the solar spectrum, in collaborazione con Franca Drago Chiuderi, “Annales d’Astrophysique”, 26, N.3, 253, 1963
- The spectrum of a quiescenz prominence observed at the total solar eclipse of 1961, February 15, in collaborazione con Dora Russo, “Zeitschrift für Astrophysik”, 58, 153, 1964
- Solar excitation temperature from two CN bands f-value for the CN electronic transition X²S - A²P, in collaborazione con Giannina Poletto, “Zeitschrift für Astrophysik”, 60, 199, 1964
- Ebert-Cassegrain spectrograph for solar work; recording of the solar spectrum between 4000 Å and 5000 Å - Final report contract AF 61 (514) 1050, in collaborazione con Roberto Falciani, Air Force Research Laboratories, 1964
- Nuova sistemazione del gruppo celostata alla torre solare dell’Osservatorio Astrofisico di Arcetri, “Memorie della SAIt”, 36, 51, 1965
- The A²P and X²S states of the CN molecule from the Berkeley analysis of the CN red system, in collaborazione con Giannina Poletto, “Il Nuovo Cimento”, Serie X, 39, 519, 1965
- The corona at the total solar eclipse of 1952 february 25; I. The continuous spectrum, in collaborazione con Roberto Falciani, “Zeitschrift für Astrophysik”, 63, 85, 1966
- Solar abundances of some 4f type rare earths, in collaborazione con Alberto Righini, “Annales d’Astrophysique”, 29, N.4, 379, 1966
- Strumenti, organizzazione e programmi del gruppo ottico installato a Saronis (Grecia), in collaborazione con Roberto Falciani e Alberto Righini, in: Relazione sull’eclisse anulare di Sole del 20 maggio 1966, “Osservazioni e Memorie dell’Osservatorio Astrofisico di Arcetri”, fascicolo 85, 1966
- Ricerche tecnologiche e risultati pratici su alcuni metodi fotografici impiegati nell’isodensitometria di sorgenti estese, in collaborazione con Piero De Gregorio, Roberto Falciani e Alberto Righini, “Memorie della SAIt”, 38, 33, 1967
- Organizzazione, programmi e strumenti del gruppo ottico installato a Bagé (Brasile), in collaborazione con Roberto Falciani e Alberto Righini, in: Relazione sull’eclisse totale di Sole del 12 novembre 1966, “Osservazioni e Memorie dell’Osservatorio Astrofisico di Arcetri”, fascicolo 86, 1967
- Studio comparato di alcune emulsioni fotomeccaniche e di alcuni rivelatori in relazione alle applicazioni nell’isodensitometria fotografica , in collaborazione con Piero De Gregorio, Roberto Falciani e Alberto Righini, “Memorie della SAIt”, 38, 531, 1967
- The corona at the total solar eclipse of 1952 February 25; II: The line spectrum, in collaborazione con Ambretta Falchi e Roberto Falciani, “Zeitschrift für Astrophysik”, 67, 115, 1967
- Photometric analysis of solar flares, in collaborazione con Roberto Falciani e Alberto Righini, “Zeitschift für Astrophysik”, 67, 481, 1967
- The continuous spectrum of the corona, in: J. N. Xanthakis (ea cura di), Solar physics, p. 447, Interscience Pub. John Wiley & Sons, 1967
- Excitation of He II l 4686 line in quiescent prominences, in collaborazione con Roberto Falciani, “The Observatory”, 87, N.959, p. 170, 1967
- Temperature difference between the equator and the poles of the Sun, in collaborazione con Bruno Caccin, Roberto Falciani e Guglielmo Moschi, “Solar Physics”, 13, 33, 1970
- Spectropolarimetric analysis of the solar corona during the 12 November 1966 total eclipse, in collaborazione con Bruno Caccin, Guglielmo Moschi e Roberto Falciani, “Solar Physics”, 17, 89, 1971
- Analysis of some aspects of 25 chromosperic events. II. Discussion on the optical data, in collaborazione con Roberto Falciani, “Solar Physics”, 26, 114, 1971
- Some notes on solar flares, in collaborazione con Roberto Falciani, “Solar Physics”, 28, 539, 1973
- Temperature variations in the solar photoshere. II. A search for equator-to-pole differences in photospheric temperature, in collaborazione con Roberto Falciani e G. Roberti, “Solar Physics”, 35, 277, 1974
- Comparison between some Ha and X-ray flares , in collaborazione con Roberto Falciani, Maristella Giordano e Giuseppe Roberti, “Solar Physics”, 54, 169, 1977
- Detection of close binary systems by means of lunar occultations , in collaborazione con Giuseppe Longo, in: E. B. Carling e Z. Kopal (a cura di), Photometric and spectroscopic binary systems, p. 253, Reidel, 1981
- Astronomia geodetica all’Osservatorio astronomico di Capodimonte nel XIX secolo, in: G. Alisio e V. Valerio (a cura di), Cartografia napoletana dal 1781 al 1889, Prismi, p. 93, 1983
- Some observed peculiarities of the triple system V 701 Cen, in collaborazione con Leopoldo Milano, Guido Russo e Angelo Vittone, “Astronomy and Astrophysics”, 193, 168, 1988

### Alcune pubblicazioni nell'ambito della didattica
- Appunti di astronomia, Editrice Universitaria, Firenze, 1959
- Introduzione alla fisica solare, Editrice Universitaria, Firenze, 1966
- Scienze Naturali, in collaborazione con P. Battaglini, M. Boccaletti, G. Ficcarelli, E. Totaro Aloj, LeMonnier, 1981
- Sperimentare e riflettere, Corso di scienze per la scuola media in 3 volumi e Guida per l'insegnante, in collaborazione con B. Bertolini, A. Finocchiaro, O. Pasquali e Maria Antonia Santaniello, Società Editrice Internazionale (S.E.I.), Torino, 1991
- Problemi didattici relativi alle scienze matematiche e sperimentali nella scuola media e nella scuola secondaria superiore: Indagine comparata della situazione in alcuni Paesi europei, in collaborazione con A. Bargellini, F. Emiliani Zauli, P. Gherardini, G. Pirillo, C. Pucci, V. Villani, COASSI, 1979
- L'insegnamento delle scienze nella scuola secondaria in Europa: un'analisi comparata, in collaborazione con: A. Bargellini, F. Emiliani Zauli, P. Gherardini, G. Pirillo, C. Pucci, V. Villani, Ministero della Pubblica Istruzione e Istituto dell'Enciclopedia Italiana, 1981
- Le comete nell'astronomia moderna, cura, “Atti del convegno”, Università di Napoli, Guida, 1983
- Divulgazione scientifica e didattica delle scienze, cura in collaborazione con Mariano Bianca e Maria Antonia Santaniello, “Atti del convegno COASSI”, Provincia di Firenze Assessorato alla Pubblica Istruzione, Quaderno del Centro di Documentazione, 1986

### Libri di divulgazione scientifica
- Il Sole e la Terra, Laterza, Bari, 1960
- Cento miliardi di stelle, Giunti Martello, Firenze, 1978; ristampe 1979, 1984; II edizione 1995 (ebook, cartaceo): primo premio per le opere monografiche, Concorso Glaxo-CEE per la divulgazione scientifica 1978
- La vita nell'universo, Rizzoli, Milano, 1981
- Comete, Rizzoli, Milano, 1984
- A hundred billion stars, The MIT Press, Cambridgre Mass., 1984
- Il sistema solare, cura, Corso ed., Ferrara, 1984
- La collina di Urania; il museo storico dell'Osservatorio Astronomico di Capodimonte, (a cura di), Elio de Rosa ed., Napoli, 1992
- L'Osservatorio Astronomico di Capodimonte, (a cura di), Fausto Fiorentino ed., Napoli, 1992
- Astronomia, cura, Firenze, Giunti Marzocco, 1986, nuova edizione 2001
- L'ombra del Sole, Giunti, Firenze, 1996: Lista d'onore per la letteratura didattica del Premio Pier Paolo Vergerio XIV edizione 1999
- Comete, meteoriti e stelle cadenti, Giunti, Firenze, 1997 (ebook, cartaceo)
- Atlante del cielo, Giunti, Firenze, 1997
- Storia dell'astronomia occidentale, Giunti, Firenze, 1999 (ebook, cartaceo): Primo Premio del XXXV Premio Lunigiana-Cinque Terre 2000
- Cielo, stelle e pianeti, alla scoperta dell'universo, Giunti, Firenze, 2006
- Galileo Galilei, Giunti, Firenze, 2009
- Edizione Nazionale delle opere e della corrispondenza di Ruggiero Giuseppe Boscocih, Vol. II, Corrispondenza: Carteggio con Bartolomeo Boscovich, cura in collaborazione con Edoardo Proverbio, Accademia Nazionale delle Scienze detta dei XL, Hrvatska Akademija Znanosti I Umjetnosti, INAF Osservatorio Astronomico di Brera e Pontificia Università Gregoriana, Commissione Scientifica Nazionale istituita con DM 27 Aprile 2006 e successive integrazioni. Realizzazione del DVD a cura di Edit4, Nova Milanese, 2010
- Edizione Nazionale delle opere e della corrispondenza di Ruggiero Giuseppe Boscocih, Vol. V/V, Opere scientifiche, Astronomia e Ottica: Opera pertinentia ad Opticam et Astronomiam, Tomo V, cura in collaborazione con Edoardo Proverbio, Accademia Nazionale delle Scienze detta dei XL, Hrvatska Akademija Znanosti I Umjetnosti, INAF Osservatorio Astronomico di Brera e Pontificia Università Gregoriana, Commissione Scientifica Nazionale istituita con DM 27 Aprile 2006 e successive integrazioni. Realizzazione del DVD a cura di Edit4, Nova Milanese, 2010
- La scomparsa del Sole, Giannini, Napoli, 2014
- Come se… ombre dell'universo, Amazon, 2015 (ebook, cartaceo)

### Opere di narrativa e di poesia
- Ragazzi senza bandiera (romanzo), Ibiskos, Empoli, 2006: 1º classificato nel Concorso letterario nazionale Ibiskos 2005; 1º classificato sez. narrativa nel Premio europeo di Arti letterarie, Via Francigena 2006; Premio speciale per il romanzo-testimonianza nel Concorso internazionale di Poesia e Narrativa Città di Salò 2007; 2º classificato nel Premio letterario internazionale di Poesia e Narrativa Città di Cava de' Tirreni 2007; Segnalazione al Premio letterario internazionale Trieste scritture di frontiera 2007
- Su e zo de sti scalini, poesie in lingua triestina, Hammerle, Trieste, 2007
- Zùchero e sal, poesie in lingua triestina, Hammerle, Trieste, 2009
- Dopo la piova, poesie in lingua triestina, Baraka, Firenze, 2011
- Poesie della sera, Amazon, Charleston, SC, 2015 (cartaceo, ebook): menzione d'onore nel Premio letterario Firenze Capitale d'Europa, XVIII edizione 2015
- Poesie della notte, Amazon (Great Britain), 2016 (cartaceo)
- Un amore sbagliato, Fulfillment (Poland Sp. Z.o.o. Wroclaw), 2017 (cartaceo)
- Bolle di sapone, Distribution Gmbh, Leipzig, Germany, 2017 (cartaceo)
- La lunga notte, Amazon Fulfillment (Poland Sp. Z.o.o. Wroclaw), 2017 (cartaceo)
- Il professor Cosimo Sturm, Amazon Fulfillment (Poland Sp. Z.o.o. Wroclaw), 2020 (cartaceo)

## Riconoscimenti
- Nel 2019 come riconoscimento che va a premiare la sua vita e opera, su proposta degli scopritori Maura Tombelli e Andrea Boattini, il Minor Planet Center ha deciso di dedicare a Mario Rigutti un asteroide di circa 4 km di diametro, che prende ufficialmente il nome di (33823) Mariorigutti [4]. Questa la motivazione: “Mario Rigutti (born 1926) is an accomplished astronomer. He worked at the Arcetri Observatory, was president of the IAS, was chairman of the Solar Eclipses Working Group of the International Astronomical Union and was director of the Capodimonte Astronomical Observatory in Naples”.